# Pangasius larnaudii
Pangasius larnaudii és una espècie de peix de la família dels pangàsids i de l'ordre dels siluriformes.

## Morfologia
Els mascles poden assolir els 130 cm de llargària total i els 4.620 g de pes.

## Alimentació
S'alimenta de gambetes, peixos petits, gastròpodes i plantes.

## Distribució geogràfica
Es troba a Àsia: conques dels rius Mekong i Chao Phraya.

## Costums
Entra als boscos inundats i realitza migracions a les planes al·luvials al començament de la temporada d'inundacions.